# Ігри нескорених 2014
Ігри нескорених 2014 (англ. Invictus Games) — перші міжнародні Ігри нескорених в паралімпійському стилі. що відбулися 10-14 вересня 2014 року у Лондоні.

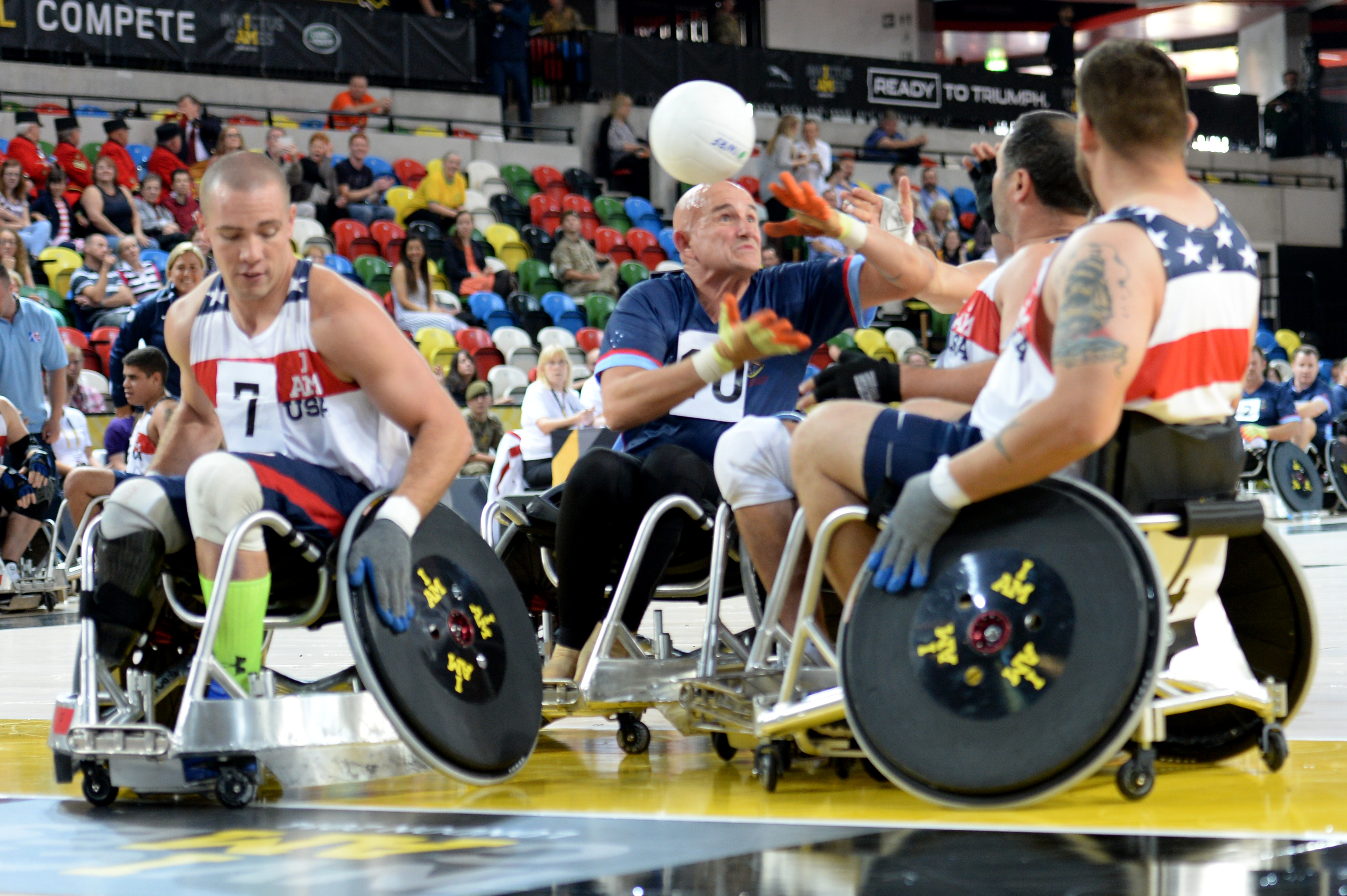
Троє американських захисників вибивають м'яч подалі від австралійського гравця під час матчу з регбі на візках у змаганні між Сполученими Штатами Америки та Австралією на Іграх нескорених 2014

У них взяли участь близько 300 учасників з 13 країн, які воювали на боці Великої Британії в останніх військових кампаніях. До них належать США, Австралія, Канада, Франція, Німеччина, Данія, Нова Зеландія й Афганістан. Конкурсні заходи проходили на багатьох майданчиках, що використовувалися під час Олімпійських ігор 2012 року, в тому числі Copper Box і Lee Valley Athletics Centre. Ігри транслювалися по Бі-Бі-Сі.

## Оргкомітет
- Президент: Генрі, принц Уельський
- Голова: Кіт Міллс, колишній заступник голови лондонського організаційного комітету Олімпійських ігор та Паралімпійських ігор
- Старший лейтенант Ендрю Ґреґорі, репрезентує Міністерство Оборони в комітеті Ігор нескорених
- Генерал Нік Паркер, був відповідальним за організацію військової підтримки Збройних Сил під час лондонських Олімпійських ігор 2012
- Сара Дональдсон, була виконавчим директором у кампанії Лондонської Олімпіади 2012 року та церемонії відкриття і закриття Паралімпійських ігор
- Едвард Лейн Фокс, особистий секретар принца Гаррі
- Деббі Єванс, колишня директорка спорту на лондонських Олімпійських та Паралімпійських іграх 2012 року
- Террі Міллер, колишня генеральна радниця Лондонського організаційного комітету Олімпійських ігор та Паралімпійських ігор
- Ґай Монсон, довірена особа Королівського Фонду герцога і герцогині Кембриджських і принца Гаррі
- Роджер Мозі (Roger Mosey), керівник висвітлення Олімпійських ігор 2012 року на Бі-бі-сі і колишній випусковий директор Бі-бі-сі
- Мері Райлі, також член лондонського організаційного комітету Олімпійських ігор та Паралімпійських ігор
- Кріс Таунсенд, комерційний директор Лондонського організаційного комітету Олімпійських та Паралімпійських ігор
- Натан Мюррей, відповідальний за організацію майданчиків для майбутніх Ігор

## Запрошені країни
На ігри 2014 року були запрошені 14 країн: 8 з Європи, 2 з Азії, 2 з Північної Америки і 2 з Океанії. Не були запрошені країни з Африки. В Іграх змагалися команди з усіх запрошених країн, окрім Іраку.

## Спортивні заходи
Легка атлетика, стрільба з лука, веслування у залі, пауерліфтинг, шосейний велоспорт, волейбол сидячи, плавання, баскетбол на візках і регбі на візках. Ягуар Ленд Ровер організував також змагання з водіння.

### Заключний концерт
Заключний концерт транслювався по BBC Two, трансляцію вели Клер Болдінг і Грег Джеймс. На концерті виступили Foo Fighters, Джеймс Блант, Rizzle Kicks, Раян Адамс та Еллі Голдінг, вели програму Нік Ґрімшоу і Ферн Коттон.

### Місця
Для Ігор нескорених 2014 року були використані такі об'єкти:
- Lee Valley Athletics Centre
- London Velopark
- London Olympics Media Centre
- London Aquatics Centre
- Copper Box Arena